# Oswald Schmidt
Oswald Hermann Wilhelm Schmidt ( 1907- ?) fue un botánico alemán.

## Algunas publicaciones
- 1932. Ueber das Vorkommen von Saponin bei den Theaceen und seine Bedeutung für die Systematik der Familie ( Sobre la presencia de saponina en Theaceae y su importancia para la sistemática de la familia). Ed. Druck von G. Neuenhalm. 44 pp.

- La abreviatura «O.Schmidt» se emplea para indicar a Oswald Schmidt como autoridad en la descripción y clasificación científica de los vegetales.[1]